# The Cross of Changes
The Cross of Changes — второй студийный альбом немецкого музыкального проекта Enigma, вышедший в 1993 году.
Наиболее известная композиция альбома — «Return to Innocence», которая использовалась в нескольких фильмах. Также композиция «Age of Loneliness (Carly’s Song)» в специально изменённой аранжировке использовалась в фильме «Щепка» (Sliver) под названием «Carly’s Loneliness».

## Список композиций
1. «Second Chapter» (2:16)
2. «The Eyes of Truth» (7:13)
3. «Return to Innocence» (4:17)
4. «I Love You…I’ll Kill You» (8:51)
5. «Silent Warrior» (6:10)
6. «The Dream of the Dolphin» (2:47)
7. «Age of Loneliness (Carly’s Song)» (5:22)
8. «Out from the Deep» (4:53)
9. «The Cross of Changes» (2:23)

## Участники записи
- Михаэль Крету — автор музыки и слов, вокал, продюсер, аранжировка, программирование, инструменты, звукорежиссура
- Сандра Крету — женский вокал
- Луиза Стэнли — женский вокал
- Петер Корнелиус — гитара
- Йенс Гад — гитара
- Андреас Харде («Angel X») — вокал
- Девид Файрстейн — автор слов
- Jam & Spoon — ремиксы
- Джоханн Цамбриский — художник

## Чарты
- Еврочарт — 1
- CRIA — х2 Платина
- IFPI — Платина
- RIAA — х2 Платина
- Австралия — х2 Платина
- Испания — х2 Платина
- Канада — х2 Платина
- Корея — х2 Платина
- Тайвань — х2 Платина
- Франция — х2 Платина
- Япония — Платина
- Великобритания — 1, 2х Платина
- Греция — 1
- Норвегия — 1
- Швейцария — 4, Платина
- Германия — 5
- США — 9, 2х Платина
- Италия — 19
- Мировые продажи: 8 млн (на 1996) Оценочные продажи — 15 млн.